# باتو هوفمان
إروين إدواردو هوفمان-ألاركون (بالإسبانية: Pato Hoffmann)‏ (من مواليد 23 آب/أغسطس 1956) هو ممثل و‌مخرج مسرحي بوليفي اشتهرَ بعدما شارك في بطولة عددٍ من الأفلام بما في ذلك جيرونيمو: أسطورة أمريكية، السيدة لاكوتا، شيان ووريور والشتاء الأخير. وُلد باتو في لاباز لأبوين من أنسابٍ مختلِطة بما في ذلك الأيمارا والكيتشوا والإسبان والألمان. انتقلت عائلة هوفمان إلى مدينة نيويورك عندما كان عمره أربع سنوات وهناك قضى طفولته وشبابه كما كان يزورُ بين الفينة والأخرى دولته بوليفيا بالإضافةِ إلى زيارته للمكسيك.

## الحياة المُبكّرة والتعليم
التحق باتو هوفمان بالكلية ودرسَ فيها لمدة ثماني سنوات ثمَّ حصل على درجة البكالوريوس في الاقتصاد من الجامعة الأمريكية في واشنطن العاصمة ثم تابع دراسته العليا في التنمية الزراعية كجزءٍ من تعليمهِ في التنمية الدولية.

## المسيرة الفنيّة
بعد نجاح فيلم يرقصُ مع الذئاب؛ بدأ بعض وكلاء الأعمال في المجال الفنّي في البحثِ عن مواهب صاعدة فوقعوا على هوفمان الذي سُرعان ما حقَّق شهرةً في الوسطِ الفنّي ما مكّنه من التمثيل في كلٍ من الولايات المتحدة وكندا وأستراليا وبوليفيا في 13 فيلمًا روائيًا كما ظهرَ في أكثر من 30 حلقة من المسلسلات التلفزيونية والمسلسلات القصيرة والرسوم المتحركة فضلًا عن مشاركتهِ في العديد من المسرحيات. كان أول دورٍ مهمٍ له في فيلم روائي طويل حينما شارك في فيلم «جيرونيمو: أسطورة أمريكية» ثم شارك بعدها في فيلم رومانسي بعنوان «شايان ووريور» حينما لعبَ دور هوك وهو محاربٌ من قبيلة شايان يُصاب فتقوم أرملةٌ تُدعى ريبيكا كارفر (لعبت دورها كيلي بريستون) برعايته. بحلول عام 2006؛ جسَّدَ هوفمان شخصية لي مينس في فيلم «الشتاء الأخير» رفقة عددٍ من النجوم بما في ذلك رون بيرلمان.
بعدما دخل عالم النجوميّة؛ اختير هوفمان في كثيرٍ من المرات للعبِ دور البطولة في عددٍ من الأفلام والمسلسلات بما في ذلك الفيلم الدرامي–الرومانسي «الطبيعي» والذي حقّق نجاحًا كبيرًا في بوليفيا. الجدير بالذكرِ هنا أنَّ هوفمان «ثنائي اللغة» حيث يتحدث الإسبانية والإنجليزية بطلاقة كما يُجيد الحديث باللغة البرتغالية وهو ما ساعدهُ في عددٍ من أداوه فضلًا عن إتقانه للهجات عدّة من بينها لهجة قبيلة شايان ولهجة شعب أباتشي وكذا لهجة شعب سو وعددٍ من اللهجات الأخرى.

## قائمة أعماله
| السنة | العنوان بالعربية         | العنوان الأصلي               | الدور             |
| ----- | ------------------------ | ---------------------------- | ----------------- |
| 2007  | سيليتو ليندو             | Cielito Lindo                | ماريو             |
| 2006  | الشتاء الأخير            | The Last Winter              | لي مينس           |
| 2001  | البندول                  | Pendulum                     | بيتي              |
| 1998  | النيازك                  | Meteorites                   | شريف جون وايتهورس |
| 1998  | الطبيعي                  | Naturally Native             | ستيف بيغوك        |
| 1997  | المتظاهر                 | The Pretender                | روني تايجر        |
| 1997  | وُلد في المنفى            | Born Into Exile              | المحقق سانيو      |
| 1997  | بروفيلر                  | Profiler                     | روني تيغر         |
| 1997  | د. كوين                  | Dr. Quinn                    |                   |
| 1996  | رافين هاوك               | Raven Hawk                   | والد ريا          |
| 1996  | سِرُّ المرأة السحليّة        | The Secret of Lizard Woman   |                   |
| 1995  | وايلد بيل                | Wild Bill                    | شايان ليدر        |
| 1994  | شايان واريور             | Cheyenne Warrior             | هاوك              |
| 1993  | جيرونيمو: أسطورة أمريكية | Geronimo: An American Legend | الحالِم            |

## روابط خارجية
- باتو هوفمان على موقع IMDb (الإنجليزية)
- باتو هوفمان على موقع قاعدة بيانات الفيلم (الإنجليزية)